# Municipio de Albany (condado de Berks)
El municipio de Albany (en inglés: Albany Township) es un municipio ubicado en el condado de Berks en el estado estadounidense de Pensilvania. En el año 2000 tenía una población de 1.662 habitantes y una densidad poblacional de 15.9 personas por km².

## Geografía
El municipio de Albany se encuentra ubicado en las coordenadas 40°37′41″N 75°53′14″O / 40.62806, -75.88722.

## Demografía
Según la Oficina del Censo en 2000 los ingresos medios por hogar en la localidad eran de $46,830 y los ingresos medios por familia eran $50,455. Los hombres tenían unos ingresos medios de $36,553 frente a los $25,603 para las mujeres. La renta per cápita para la localidad era de $21,509. Alrededor del 4,0% de la población estaban por debajo del umbral de pobreza.